# العلاقات الكيريباتية النيوزيلندية
العلاقات الكيريباتية النيوزيلندية هي العلاقات الثنائية التي تجمع بين كيريباتي ونيوزيلندا.

## مقارنة بين البلدين
هذه مقارنة عامة ومرجعية للدولتين:
| وجه المقارنة                                              | كيريباتي                        | نيوزيلندا                                              |
| --------------------------------------------------------- | ------------------------------- | ------------------------------------------------------ |
| المساحة (كم2)                                             | 811                             | 268.02 ألف                                             |
| عدد السكان (نسمة)                                         | 116.40 ألف                      | 4.24 مليون                                             |
| الكثافة السكانية (ن./كم²)                                 | 14.35 ألف                       | 15.82                                                  |
| العاصمة                                                   | جنوب تاراوا                     | ويلينغتون، أوكلاند                                     |
| اللغة الرسمية                                             | لغة إنجليزية، اللغة الكيريباتية | لغة إنجليزية، اللغة الماورية، لغة الإشارة النيوزيلندية |
| العملة                                                    | دولار كريباتي، دولار أسترالي    | دولار نيوزيلندي، الجنيه النيوزيلندي                    |
| الناتج المحلي الإجمالي (بليون دولار)                      | 196.15 مليون                    | 205.85 مليار                                           |
| الناتج المحلي الإجمالي (تعادل القوة الشرائية) بليون دولار | 224.26 مليون                    |                                                        |
| الناتج المحلي الإجمالي الاسمي للفرد دولار أمريكي          | 1.42 ألف                        |                                                        |
| الناتج المحلي الإجمالي للفرد دولار أمريكي                 | 1.81 ألف                        |                                                        |
| مؤشر التنمية البشرية                                      | 0.590                           | 0.914                                                  |
| رمز المكالمات الدولي                                      | +686                            | +64                                                    |
| رمز الإنترنت                                              | .ki                             | .nz                                                    |
| المنطقة الزمنية                                           |                                 | ت ع م+13:00، ت ع م+12:00                               |

## منظمات دولية مشتركة
يشترك البلدان في عضوية مجموعة من المنظمات الدولية، منها:
| علم المنظمة | اسم المنظمة                   | تاريخ انضمام كيريباتي | تاريخ انضمام نيوزيلندا |
| ----------- | ----------------------------- | --------------------- | ---------------------- |
|             | منظمة حظر الأسلحة الكيميائية  | ?                     | ?                      |
|             | البنك الدولي للإنشاء والتعمير | 29 سبتمبر 1986        | 31 أغسطس 1961          |
|             | الأمم المتحدة                 | 14 سبتمبر 1999        | 24 أكتوبر 1945         |
|             | بنك التنمية الآسيوي           | 1974                  | 1966                   |
|             | يونسكو                        | 24 أكتوبر 1989        | 4 نوفمبر 1946          |
|             | مؤسسة التنمية الدولية         | 2 أكتوبر 1986         | 1 أكتوبر 1974          |
|             | مؤسسة التمويل الدولية         | 2 أكتوبر 1986         | 31 أغسطس 1961          |
|             | الاتحاد البريدي العالمي       | ?                     | ?                      |
|             | دول الكومنولث                 | ?                     | ?                      |
|             | الاتحاد الدولي للاتصالات      | 3 نوفمبر 1986         | 3 يونيو 1878           |

## وصلات خارجية
- موقع وزارة الخارجية النيوزيلندية